# Goniagnathus brevis
Goniagnathus brevis är en insektsart som beskrevs av Herrich-schaeffer 1835. Goniagnathus brevis ingår i släktet Goniagnathus och familjen dvärgstritar. Inga underarter finns listade i Catalogue of Life.